# 누트 시어
누트 시어(Noot Seear, 1985년 3월 15일 ~ )는 캐나다의 배우, 모델이다.

## 출연 작품
- 뉴 문 (2009)
- 헤드 오버 힐스 (2001)